# British Aluminium Company

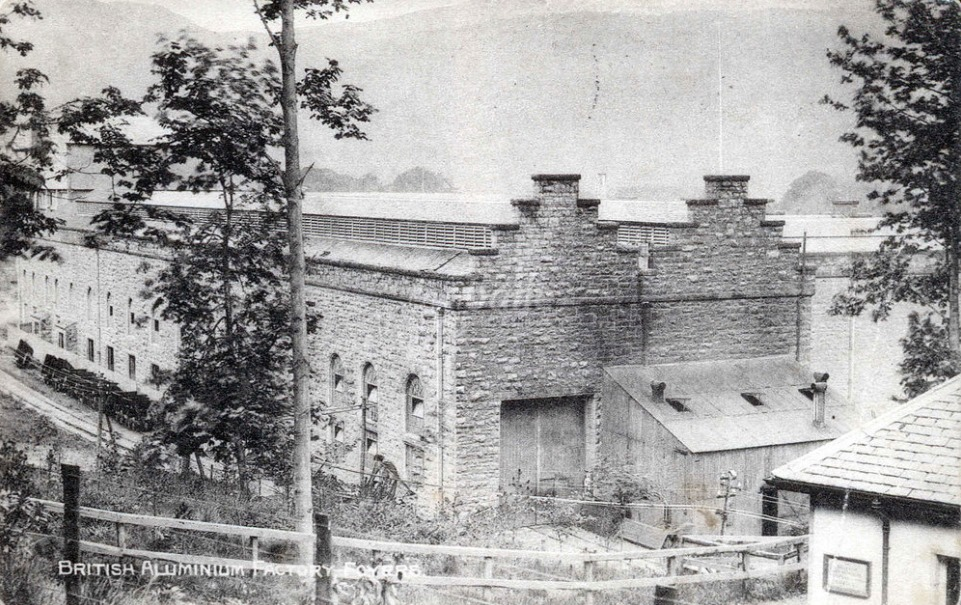
Un des sites de la compagnie dans les années 1900.

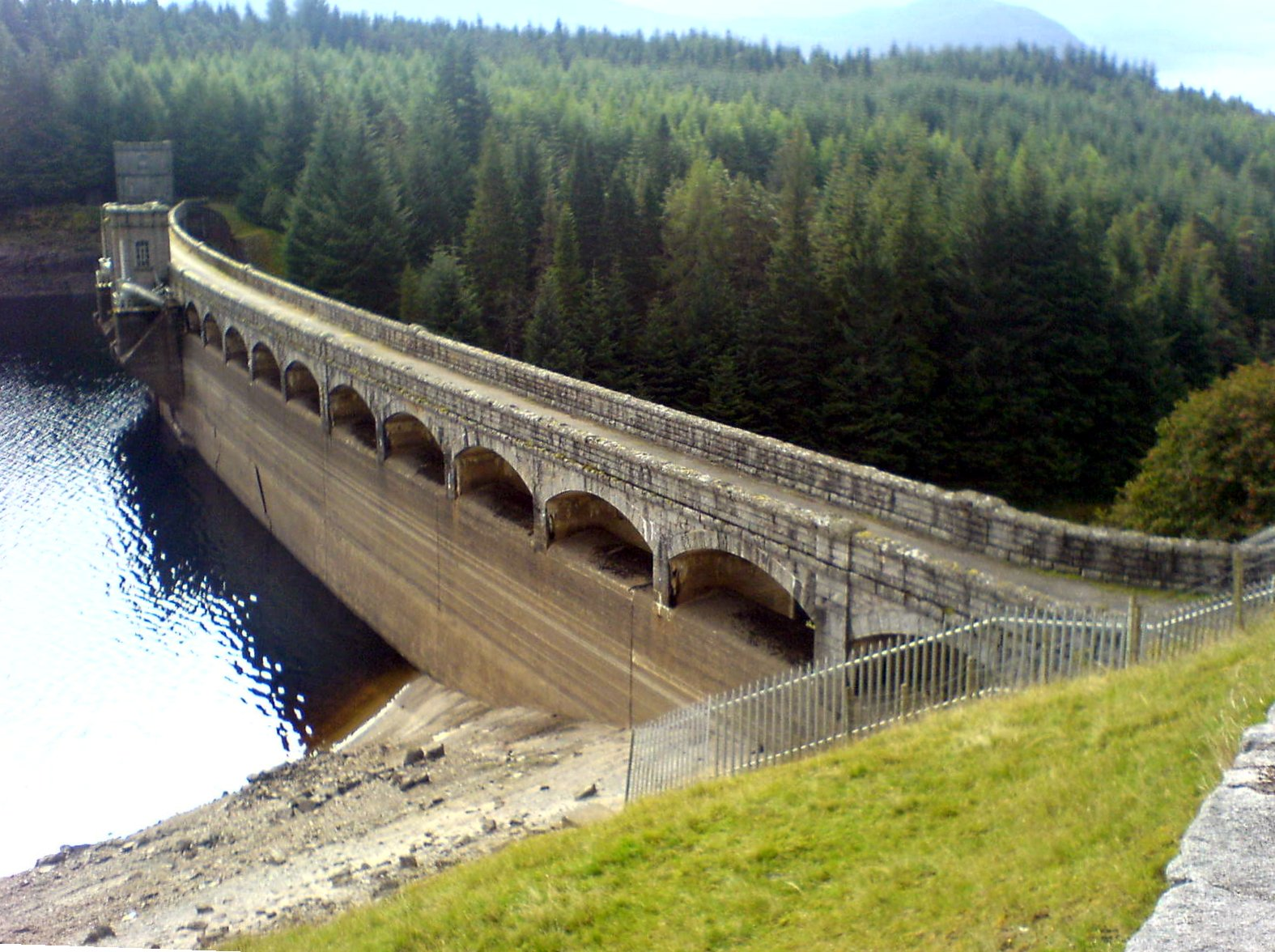
Le barrage Laggan a été construit en 1934 pour fournir de l'énergie hydroélectrique pour le raffinage de l'aluminium

British Aluminium Company est une entreprise de production d'aluminium formée le 7 mai 1894, et qui a été renommée par la suite sous diverses formes, au fil des acquisitions successives.
Le procédé électrolytique exigeant de grandes quantités d'électricité bon marché, qui peuvent être facilement fournies par l'énergie hydro-électrique dans les Highlands Écossais. Les premiers lingots de la BAC ont été produits dans les Foyers, dans les highlands, en 1895. La première centrale hydro-électrique a alimenté la fonderie à l'ouverture en 1896, suivie par deux autres, à Kinlochleven , en 1909, et Lochaber en 1929. La British Aluminium Company a créé l'Anglo-Norvegian Aluminium Company et érige une usine à Vigeland (Norvège), deux ans avant de démarrer l'usine de Kinlochleven (Écosse).
Des tentatives infructueuses d'extraction de la bauxite dans le Nord de l'Irlande ont obligé la société à acquérir une participation de contrôle dans l'Union des Bauxites du Midi de la France. Cette source a été complétée par l'acquisition de droits sur la bauxite de la Guyane Britannique pendant la première Guerre Mondiale, suivie par des investissements dans la Côte d'Or anglo-africaine (aujourd'hui le Ghana), en 1928.
La société a produit sur trois sites différents en Écosse et appartenant à quatre usines de laminage en Angleterre. Dans les années 1940 et 1950, la société a ouvert des usines et infrastructures en Norvège, Inde, au Canada, Guyane Britannique et acquis de nouvelles ressources de bauxite en Australie.

## L'acquisition par Reynolds, puis Alcan puis Alcoa
En 1958, cependant, les problèmes financiers ont obligé l'entreprise à être reprise par Reynolds Metals et TI Groupe. En dépit de la surcapacité dans les années 1960, une grande fonderie a été construite sur la promesse de bas prix de l'électricité nucléaire pour l'électrolyse et a commencé la production en Invergordon en 1971, avant de fermer onze ans plus tard.
La société a été achetée de nouveau, par le Canadien Alcan, en 1982. Les opérations ont été fusionnées. En 1994, elle a produit 357 000 tonnes d'aluminium et fait un bénéfice avant impôts de 30,9 millions de livres sterling.
Alcoa a acquis la branche de production en aval en 2000, tandis que Luxfer Groupe a conservé une partie de l'entreprise. Alcoa a décidé de fermer le site à Dolgarrog dans le Nord du pays de Galles en 2002. Le gouvernement local a essayé de financer la conservation de près de 200 emplois, mais lors de son 100e anniversaire, le site de production d'aluminium de Dolgarrog a été contraint de fermer.

## Dirigeants
- 1910-1925 Andrew Wilson Tait
- 1953-1958 Seigneur Portail
- 1958- Sir Ivan Stedeford